# Murakami Takasi
Murakami Takasi (村上 隆, Hepburn-átírással: Takashi Murakami; Tokió, 1962. február 1. –) japán kortárs művész. A szépművészeti médiában (például festészet és szobrászat), illetve kereskedelmi médiában (például divat, forgalmazás és animáció) dolgozik, a magas és az alacsony művészetek közti határvonal elhomályosításáról híres. Ő hozakodott elő a "superflat" fogalmával, amely leírja a japán művészeti tradíció esztétikai jellemzőit és a háború utáni japán kultúra és társadalom természetét, valamint Murakami saját művészi stílusát és azokét, akikre hatást gyakorolt.
Murakami az alapítója és elnöke a Kaikai Kiki nevű cégnek, melyen keresztül számos fiatalabb művészt menedzsel. Ő alapította és szervezte a félévenként megrendezésre került művészeti kiállítást, a Geisait.

## Élete és karrierje

### Tanulmányok és kezdetek
Murakami Tokióban született és nevelkedett. Rajongása az anime és a manga (japán képregény) műfajokért korán kezdődött, remélte, hogy animátorként dolgozhat majd. A Tokiói Művészeti Egyetemre járt, hogy elsajátítsa az animátorok készségét, de végül a hagyományos japán festészeti stílusból, a Nihongából diplomázott, amely a tradicionális japán művészeti szabályokat, technikákat és témákat elegyíti. Bár folytatta volna a Ph.D. fokozat megszerzésével, fokozatosan csalódott a Nihonga elszigetelt, politikával erősen átitatott világában, és elkezdte felfedezni a kortárs művészeti stílusokat, médiát és stratégiákat.
Murakami csalódott a kortárs japán művészet állapotában, a "nyugati irányzatok nagymértékű sikkasztásának" vélte. Így kezdeti műveinek nagy része a társadalomkritika és a szatíra szellemében készült el. Saját pop ikonjának, "Mr. DOB"-nak a fejlesztésébe is belekezdett, ami később önábrázolássá nőtte ki magát, az első a munkáját átszövő vég nélkül változó és visszatérő motívumok közül. Noha felfigyeltek rá, kezdetben a korai alkotásainak többségét nem jól fogadták Japánban.

### New York
1994-ben Murakami ösztöndíjat kapott az Asian Cultural Counciltól (ACC) és egy évig részt vett a PS1 International Studio Programban, New Yorkban. Az ottléte alatt nagyban megihlette őt a kortárs nyugati művészek, mint például Anselm Kiefer és különösképpen a szimulációk művészei, mint Jeff Koons. Létrehozott egy kis stúdiót, ami, a japán Hiropon gyárral együtt, előfutára volt a saját cégének, a Kaikai Kikinek. Miután visszatért Japánba, kifejlesztette művészeti gyakorlatának alapgondolatát és elkezdte kiállítani a legfőbb galériákban és intézményekben Európa és Amerika szerte.

### Stratégiai megközelítés
Murakami már korán kifejezte frusztrációját egy megbízható és fenntartható művészeti piac hiánya kapcsán a háború utáni Japánban. Főleg ezen okból megfogalmazott egy olyan stratégiát, amiben először el szeretné magát helyezni a nyugati művészet világában és csak aztán visszatérni Japánba, ezzel kiépítve egy újfajta művészeti piacot. Annak érdekében, hogy létrehozzon valami megrögzöttet a saját japán kultúrájában és történelmében, de még mindig friss és érvényes legyen nemzetközi szinte, elkezdett kutatni valami után, amit egyedülálló módon japánnak lehet tekinteni. Miután arra a következtetésre jutott, hogy a ’magas’ művészet elemei legjobb esetben zavaróak voltak, elkezdett a japán ’alacsony’ művészetre összpontosítani, különösen az animére és mangára, és a nagyobb otaku szubkultúrára. A művészeti stílusa és mintája (aranyos/nyugtalanító animeszerű karakterek élénk színekben, lapos és nagyon fényes felületek, életnagyságú anime figura szobrok) ebből a stratégiából ered. Ezt tükrözi a furcsa Cosmos Ball 2000-ből, a Honolului Művészeti Múzeum gyűjteményében.

### Gyár
1996-ban Murakami elindította a Hiropon gyárat, a termelési műhelyét, annak érdekében, hogy nagyobb léptekkel és a média több eltérő területén dolgozhassanak. A modell örökölte a atelier rendszert, amely már régóta létezett a japán festészetben, nyomtatásban és szobrászatban, valamint gyakori az anime és manga vállalatoknál, mint Mijazaki Hajao által alapított Studio Ghibli. 2001-ben a Hiropon Factory eggyé vált a Kaikai Kiki céggel.

### Kollaborációk
2002-ben Marc Jacobs tervező meghívására, Murakami hosszútávú együttműködést kezdett a Louis Vuitton divat márkával. Az alkotásaival elkezdett hozzájárulni egy kézitáska széria kinézetéhez. A sorozat újragondolta a cég monogramját, ezzel óriási kereskedelmi sikereket elérve. Habár már voltak korábban is együttműködései divattervezőkkel, a közös munkája a Louis Vuittonnal széles körben ismertté tette amiért elhomályosította a „magas” művészet és a kereskedelem közötti határokat. Szülőhazájában, Japánban is híressé vált ezáltal.
2007-ben Murakami szolgáltatta a rapper, Kanye West Graduation című albumának borítóját és rendezte West Good Morning című dalának animált zenei klippjét.
Mindkét fent említett esetben Murakami később újra alkotta ezeket a projekteket azáltal, hogy az elképzeléseiket belefoglalta a saját festményeibe és szobraiba, tovább homályosítva ezzel a művészet és a kereskedelmi márka közötti határvonalat, sőt megkérdőjelezve az ilyen határok létezését.
2009-ben, a zenei producer, Pharrell Williams bemutatta egy Murakamival közösen működő szobrászművészetet az Art Baselben, amely Williams szerint „az érték metaforáját szemlélteti”.

### Piaci érték
2003. november 11-én az "ArtNews" Murakami munkáit úgy írta le, hogy nagy kereslet van rájuk. Hiropont(1997), egy életnagyságú anime karaktert szatirikus szobrát hatalmas mellekkel, amelyekből a tej ugrálókötelet formálva áramlik ki, 427 500 dollárért értékesítették Christie aukciós házában 2002 májusában. Miss ko2t (1996), egy anime ihlette, 6 láb magas, piros és fehér cselédlány ruhába öltözött, szőkehajú modellt 567 500 dollárért adták el 2003-ban, és 2010-ben pedig árverésre került, ahol 22,9 millió Hong Kong dollárért értékesítették. 2008-ban a My Lonesome Cowboy (1998), egy szintén animefigura ihlette szobor, 15,2 millió dollárért kelt el.

## Művészeti stílus
Murakami művészete a média széles körét magába foglalja, és általában superflatként írják le. Felismerhető a színhasználatról, a motívumok beépítéséről a hagyományos és népszerű japán kultúrából, lapos/ fényes felületekről és olyan tartalmakról, amelyeket egyszerre lehet úgy leírni, mint „aranyos", „pszichedelikus” vagy „szarkasztikus”. A legismertebb visszatérő motívumai között találhatóak a mosolygó virágok, az ikonikus karakterek, gombák, koponyák, buddhista ikonográfia, valamint az otaku kultúra szexuális komplexusai.
A nagy festményeken kívül, mint például a 727 (New York-i Modern Művészeti Múzeum állandó gyűjteménye) és a Tan Tam Bo Punking – más néven Gero Tan, készített még szobrokat, léggömböket, animált műalkotásokat, nyomatokat, posztereket, válogatott árukat.
2011. június 21-én a Google a Murakami által készített „első nyári nap” doodlet szerepeltette. Ezzel együtt járt a téli napforduló doodle a déli féltekén.

## Kaikai Kiki
Murakami egyesítetve az üzemeit létrehozta a Kaikai Kiki céget Japánban (2001), New Yorkban (2001) és Los Angelesben (2010). Kaikai Kiki megvalósítja Murakami széles körű művészeti törekvéseit és egyaránt áll irodákból valamint termelési műtermekből. Azon felül, hogy kezeli Murakami műalkotásait és projektjeit, a cég támogatja a feltörekvő fiatal művészek karrierjét, nemzetközi művészeti projekteket szervez, árukat gyárt és reklámoz, valamint megszervezi és működteti a Gesai kiállítást is.
2008-ban a Kaikai Kiki átalakította a tokiói irodájának alagsorát egy művészeti galériává. A Kaikai Kiki Galéria nemcsak az alá tartozó művészekkel rendezett kiállítást, hanem olyan nemzetközi nevekkel is, mint például Mark Grotjahn és Friedrich Kunath. Mindegyik kiállításnak Murakami volt a kurátora.
A második galéria Hidari Zingaro néven 2010-ben nyitotta meg kapuit és mára már négy különálló helyszínnel bővült a Nakano Broadway bevásárlóközponton belül Nakanoban, Tokióban.

## Geisai
Murakami rendezte a Geiasi kiállítást 2002-től 2014-ig. Évente egyszer tartották Japánban, illetve évente egy alkalommal más városokban, mint Tajpej vagy Miami. A különleges esemény lehetővé tette, hogy a művészek saját maguk rendezzék be standjaikat, potenciális vásárlóikkal így közvetlenül léphettek kapcsolatba.

## Kiállítások
1989
- Exhibition L'Espoir: Takashi Murakami, Galerie Ginza Surugadai, Tokió
- New Works, Café Tiens!, Tokió

1991
- Art Gallery at Tokyo National University of Fine Arts and Music, Tokió
- Galerie Aoi, Oszaka, Japán
- One Night Exhibition, August 23 Röntgen Kunst Institut, Tokió
- I Am Against Being For It Galerie Aries, Tokió

1993
- A Very Merry Unbirthday!, Hiroshima City Museum of Contemporary Art, Hirosima, Japán
- Gallery Nasubi, Tokió
- A Romantic Evening, Gallery Cellar, Nagoja, Japán 1992
- Wild Wild, Röntgen Kunst Institut, Tokió
- NICAF'92, Shirashi Contemporary Art Inc., Jokohama, Japán

1994
- Fujisan, Gallery Koto, Okajama, Japán
- Which is tomorrow? – Fall in love -, SCAI The Bathhouse, Shiraishi Contemporary Art, Inc., Tokió
- Azami Kikyo, Ominaeshi, Gallery Aoi, Oszaka, Japán
- A Romantic Evening, Gallery Cellar, Nagoja, Japán

1995
- Galerie Emmanuel Perrotin, Párizs
- NIJI (Rainbow), Gallery Koto, Okajama, Japán
- Crasy Z, SCAI The Bathhouse, Tokió
- Mr. Doomsday Balloon, Yngtingagatan 1, Stockholm, Suède

1996
- 727, Tomio Koyama Gallery, Tokió
- 727, Aoi Gallery Osaka, Japán
- Feature Inc., New York
- Gavin Brown's Enterprise, New York
- Galerie Koto, Okajama, Japán
- Konnichiwa, Mr. DOB, Kirin Art Plaza, Oszaka, Japán
- A Very Merry Unbirthday, To You, To Me!, Ginza Komatsu, Tokió

1997
- Galerie Emmanuel Perrotin, Párizs
- Blum & Poe Gallery, Santa Monica, CA
- Galerie Koto, Okajama, Japán
- The Other Side of a Flash of Light, HAP Art Space, Hirosima, Japán

1998
- Hiropon Project KoKo_Pity Sakurako Jet Airplane Nos. 1-6, Feature Inc., New York USA
- Back Beat : Super Flat, Tomio Koyama Gallery, Tokió
- My Lonesome Cowboy, Blum & Poe Gallery, Santa Monica, CA
- Moreover, DOB raises his hand, Sagacho bis, Tokió

1999
- DOB in the strange forest, Nagoya Parco Gallery, Japán
- Patron, Marunuma Art Park Gallery, Japán
- Second Mission PROJECT KO2, Hiropon Factory, Japán
- Dob's Adventures in Wonderland, Parco Gallery, Tokió
- The Meaning of the Nonsense of the Meaning, Center for Curatorial Studies Museum, Bart College, New York
- Superflat, Marianne Boesky Gallery, New York
- Love & DOB, Gallery KOTO, Okajama, Japán

2000
- 727 Blum & Poe Gallery, Santa Monica, CA
- Second mission Project KO2, P.S.1 Contemporary Art Center, New York
- Kaikai Kiki: Superflat, Issey Miyake for Men, Tokió

2001
- Wink, Grand Central Station, New York
- Mushroom, Marianne Boesky Gallery, New York
- KaiKai KiKi, Galerie Emmanuel Perrotin, Párizs
- Summon monsters? open the door? heal? or die?, Museum of Contemporary Art Tokyo, Tokió
- Takashi Murakami: Made in Japan, Museum of Fine Arts, Boston, USA

2002
- Kawaii, Fondation Cartier pour l'art contemporain, Paris; Serpentine Gallery, London

2003
- Superflat Monogram, Galerie Emmanuel Perrotin, Párizs
- Superflat Monogram, Marianne Boesky Gallery, New York
- Double Helix Reversal, Rockefeller Center, New York

2004
- Funny Cuts, Stuttgart Museum of Art, Stuttgart, Németország
- Takashi Murakami: Inochi, Blum & Poe Gallery, New York

2005
- Opening of Gallery Extension, Galerie Perrotin, Párizs
- Little Boy: The Arts of Japan's Exploding Pop Culture, Japan Society, New York
- Outdoor Banner Installation, Public Art Fund, New York

2006
- The Pressure Point of Painting, Galerie Perrotin, Párizs

2007
- ©Murakami, Museum of Contemporary Art, Los Angeles, CA

2008
- Davy Jone’s Tear, Blum & Poe, Los Angeles, CA
- ©Murakami, Brooklyn Museum, Brooklyn, NY; Museum für Moderne Kunst, Frankfurt, Németország
- Prints, "My First Art Series", Kaikai Kiki Gallery, Tokió

2009
- I Love Prints and So I Make Them, ARKI Gallery, Tajpej, Tajvan
- I Love Prints and So I Make Them, Kaikai Kiki Galéria, Tokió
- Takashi Murakami Paints Self Portraits, Galerie Emmanuel Perrotin, Párizs
- ©Murakami, Guggenheim Museum, Bilbao, Spanyolország

2010
- Solo Exhibition, Gagosian Gallery, Róma, Olaszország
- MURAKAMI VERSAILLES, Palace of Versailles, Versailles, Franciaország

2011
- Beyond Limits, Chatsworth, Anglia
- Homage to Yves Klein, Galerie Perrotin, Párizs
- A History of Editions, Galerie Perrotin, Párizs
- Solo Exhibition, Gagosian Gallery, London

2012
- Ego, ALRIWAQ Doha Exhibition Space, Qatar[19]

2013
- Arhat, Blum & Poe, Culver City, CA
- Jelly Fish Eyes International Premiere: Anime Film, Los Angeles County Museum of Art (LACMA) April 8, 2013

2014
- Deconstruction & Postmodernism – Session I, DOP Foundation, Caracas, Venezuela, January 2014 – March 2014

2015-2016
- The 500 Arhats, Mori Art Museum, Tokyo[20]

2017-2018
- Murakami by Murakami, Astrup Fearnley Museet, Oslo, Feb 10 – May 5, 2017[21]
- The Octopus Eats Its Own Leg, Museum of Contemporary Art, Chicago, Jun 6 – September 24, 2017[22]
- Under the Radiation Falls, Garage Museum of Contemporary Art, Moscow, Sept 29, 2017 – February 8, 2018
- The Octopus Eats Its Own Leg, Vancouver Art Gallery, Vancouver, Feb 3, 2018 – May 6, 2018

## Fordítás
Ez a szócikk részben vagy egészben a Takashi Murakami című angol Wikipédia-szócikk ezen változatának fordításán alapul.  Az eredeti cikk szerkesztőit annak laptörténete sorolja fel. Ez a jelzés csupán a megfogalmazás eredetét és a szerzői jogokat jelzi, nem szolgál a cikkben szereplő információk forrásmegjelöléseként.